# Ingeborg Løvnes
Ingeborg Løvnes (* 5. September 1992 in Fetsund, Fet) ist eine ehemalige norwegische Leichtathletin, die sich auf den Mittel- und Langstreckenlauf sowie auf den Hindernislauf spezialisiert hat. Auch ihre Mutter Kirsti Voldnes war als Mittelstreckenläuferin aktiv.

## Sportliche Laufbahn
Erste Erfahrungen bei internationalen Meisterschaften sammelte Ingeborg Løvnes im Jahr 2009, als sie bei den Jugendweltmeisterschaften in Brixen in 4:30,60 min den zehnten Platz im 1500-Meter-Lauf belegte. Anschließend schied sie bei den Junioreneuropameisterschaften in Novi Sad mit 4:27,64 min im Vorlauf aus. Im Jahr darauf kam sie bei den Juniorenweltmeisterschaften in Moncton mit 4:24,42 min nicht über die Vorrunde hinaus und 2013 verpasste sie bei den U23-Europameisterschaften in Tampere mit 4:24,02 min ebenfalls den Finaleinzug. Im Jahr darauf schied sie bei den Europameisterschaften in Zürich mit 10:18,11 min im Vorlauf über 3000 m Hindernis aus und im selben Jahr begann sie ein Studium an der Oklahoma State University in den Vereinigten Staaten. 2016 gelangte sie bei den Europameisterschaften in Amsterdam mit 9:45,75 min auf den elften Platz im Hindernislauf und nahm daraufhin an den Olympischen Sommerspielen in Rio de Janeiro teil, kam dort aber mit 9:44,85 min nicht über die Vorrunde hinaus. Nach einer dreijährigen Wettkampfpause bestritt sie von 2020 bis 2022 noch Wettkämpfe auf nationaler Ebene, ehe sie ihre aktive sportliche Laufbahn im Alter von 30 Jahren beendete.
In den Jahren 2016 und 2021 wurde Løvnes norwegische Meisterin im 3000-Meter-Hindernislauf. Zudem wurde sie 2009, 2010 und 2012 Hallenmeisterin im 1500-Meter-Lauf sowie 2010 auch über 800 Meter.

## Persönliche Bestleistungen
- 800 Meter: 2:08,89 min, 14. Juni 2009 in Mannheim
  - 800 Meter (Halle): 2:12,52 min, 3. Februar 2013 in Haugesund
- 1500 Meter: 4:17,40 min, 27. Juli 2013 in Ninove
  - 1500 Meter (Halle): 4:24,14 min, 9. Februar 2013 in Växjö
- 3000 Meter: 9:18,11 min, 13. Februar 2016 in Seattle
- 3000 m Hindernis: 9:43,97 min, 29. Juni 2016 in Turku